# Nemzeti Erőforrás Minisztérium
A Nemzeti Erőforrás Minisztérium (rövidítve:Nefmi)  a második Orbán-kormány egyik minisztériuma volt. 2010-ben jött létre. 2012-től Emberi Erőforrások Minisztériuma néven, Réthelyi Miklós helyett Balog Zoltán miniszterrel az élén működött tovább.

## Története
A Nemzeti Erőforrás Minisztérium 2010-ben jött létre. az Oktatási és Kulturális Minisztérium, az Egészségügyi Minisztérium és a Szociális és Munkaügyi Minisztérium, valamint az Önkormányzati Minisztérium sportpolitikáért felelős részlegének összevonásával. Első minisztere Réthelyi Miklós volt.
A nemzeti erőforrás minisztere az egészségügyért, a szociális ügyekért, az oktatásért, a kultúráért és a sportügyért felelős kormánytag volt. Réthelyi minisztersége alatt fogadták el azt a törvényt, amely 16 éves korig tette kötelezővé az iskolai tanulmányokat.

### Az EMMI
A miniszteri székben 2012. május 14-én Balog Zoltán váltotta Réthelyi Miklóst (a minisztérium ekkor vette fel az Emberi Erőforrások Minisztériuma nevet), egyúttal a társadalmi felzárkózás, a társadalmi és civil kapcsolatok fejlesztése, az egyházakkal való kapcsolattartás koordinációja, a nemzetiségpolitika és a romák társadalmi integrációja is átkerült ehhez a tárcához a Közigazgatási és Igazságügyi Minisztériumtól.

## A NEFMI felsővezetői
- Parlamenti államtitkár: Halász János[7]
- Közigazgatási államtitkár: Dr. Jávor András[8]
- Sportért felelős államtitkár: Czene Attila[9]
- Oktatásért felelős államtitkár: Dr. Hoffmann Rózsa[10]
- Szociálpolitikáért felelős államtitkár: Soltész Miklós[11]
- Egészségügyért felelős államtitkár: Dr. Szócska Miklós[12]
- Kultúráért felelős államtitkár: Szőcs Géza[13]
- Helyettes államtitkárok:

Dr. Cserháti Péter
Dux László
Dr. Gloviczki Zoltán
Dr. Kálnoki-Gyöngyösi Márton
Nyitrai Imre
Dr. Páva Hanna
Dr. Polt-Palásthy Marianna
Skultéty László
Szekeres Pál

## A minisztérium feladatköre
A minisztérium, illetve a nemzeti erőforrás miniszter a Kormány alábbiakért felelős tagja:
1. a családpolitikáért,
2. az egészségbiztosításért,
3. az egészségfejlesztési és betegségmegelőzési feladatokért,
4. az egészségügyért,
5. a foglalkoztatási rehabilitációért,
6. a gyermek- és ifjúságpolitikáért,
7. a gyermekek és az ifjúság védelméért,
8. a kábítószer-megelőzésért és kábítószerügyi koordinációs feladatokért,
9. az oktatásért, ennek keretében a közoktatásért, a felsőoktatásért, az iskolai nevelés-oktatás szakképesítés megszerzésére felkészítő szakaszáért,
10. a kultúráért,
11. a sportpolitikáért,
12. a szociál- és nyugdíjpolitikáért,
13. a társadalmi esélyegyenlőség előmozdítása keretében különösen a fogyatékos és megváltozott munkaképességű személyek esélyegyenlőségének, valamint a nők és férfiak esélyegyenlőségének előmozdításáért, és
14. a tudománypolitika koordinációjáért.

## A minisztérium székhelye, telephelyei
Székhelye: 1055 Budapest, Szalay utca 10-14.
- Egészségügyért Felelős Államtitkárság

Cím: 1051 Budapest, Arany János utca 6-8.
- Szociális, Család- és Ifjúságügyért Felelős Államtitkárság

Cím: 1054 Budapest, Alkotmány u. 3.
- Sportért Felelős Államtitkárság

Cím: 1054 Budapest, Hold u. 1
- Oktatásért Felelős Államtitkárság

Cím: 1055 Budapest, Szalay u. 10-14.
- Kultúráért Felelős Államtitkárság

Cím: 1055 Budapest, Szalay u. 10-14.